# Rafael Valdéz Torres
Rafael Valdéz Torres (ur. 4 listopada 1959 w Santiago Tangamandapio) – meksykański duchowny rzymskokatolicki, od 2013 biskup Ensenady.

## Życiorys
Święcenia kapłańskie otrzymał 9 lutego 1985 i został inkardynowany do diecezji Zamora. Pracował głównie jako duszpasterz parafialny, był także prefektem i profesorem filozofii w diecezjalnym seminarium.
21 maja 2013 otrzymał nominację na biskupa Ensenady. Sakry biskupiej udzielił mu 31 lipca 2013 abp Christophe Pierre.